# Sciurochirus philippinensis
Sciurochirus philippinensis – gatunek roztoczy z rzędu Astigmata i rodziny Listrophoridae.
Gatunek ten został opisany w 1972 roku przez Alexa Faina.

## Morfologia
Ciało samca długości 290–300 μm i szerokości 85–100 μm, a samicy długości 390–400 μm i szerokości 115–120 μm. Tarczka preskapularna u samca długości 70–75, a u samicy 75–80 μm. Tarczka hysteronotalna obecna tylko u samca, szeroko na przodzie zaokrąglona, długości 100–110 μm, od tarczki preskapularnej oddzielona przestrzenią miękkiego oskórka z 16–18 rowkami. Edeagus samca długości 12–14 μm, a średnica przyssawek preanalnych 15 μm. U samicy idiosoma za tarczką preskapularną z 40–45 rowkami.

## Występowanie
Gatunek ten jest pasożytem, żyjący w sierści ssaków nadrzewnych, takich jak: Callosciurus notatus, przelatuchy płaskoogonowej, wiewióry czarnej, Ratufa affinis, Sundasciurus steeri, Sundasciurus philippinensis i Sundasciurus tenuis. Zamieszkuje Tajlandię, Malezję i Filipiny.